# Nachtneith
Nachtneith was een vroeg-dynastieke koningin uit de 1e dynastie van Egypte. Zij leefde aan de zijde van koning (farao) Djer aan het hof van Memphis.
Nachtneith is bekend van een stele die in Abydos werd gevonden (stele 95), waar zij werd begraven naast haar gemaal.
De vorige Egyptische koningin was mogelijk Berenib, of eventueel Chenethapi. Zoals de eerst bekende koningin van deze eerste dynastie, Neith-hotep, droeg Nakhtneith eveneens een naam die verwees naar de godin Neith. Als opvolgster geldt eventueel Peneboei en mogelijk ook Seshemetka, die eveneens gemalinnen van Djer zouden zijn geweest.

## Titels
Nachtneith droeg de koninginnentitels:
- ‘‘Grote vrouwe van de hetes-scepter’‘ (wrt-hetes)
- ‘‘Zij die Horus draagt’‘ (rmnt-hrw)